# 意大利足球运动
足球运动在意大利非常流行。
意大利足球运动从1930年代开始发展迅速。获得了四次世界杯足球比赛冠军。从1990年举办世界杯后，随着世界杯对意大利足球的刺激，意大利的许多足球俱乐部大量招聘外籍教练和球员，许多国际顶尖水平的足球运动员都到意大利踢球。
其国内联赛意大利足球甲级联赛被媒体称为“小世界杯”。